# Massacro di Port Arthur
Il massacro di Port Arthur è una strage avvenuta nella località di Port Arthur nel Port Arthur Historic Site, nello stato australiano della Tasmania, il 28 e il 29 aprile 1996. Viene considerato come uno dei più sanguinosi massacri compiuti a colpi d'arma da fuoco da parte di una singola persona.

## Storia
Martin Bryant, originario di un sobborgo di Hobart, uccise a colpi d'arma da fuoco 35 persone e ne ferì altre 23 in varie località della cittadina; catturato dalla polizia il giorno seguente, fu condannato a 35 ergastoli e detenuto nella prigione di Risdon.

### L'assassino
In un esame effettuato dopo il massacro, lo psichiatra forense Ian Joblin scoprì che Bryant era mentalmente disabile, con un quoziente d'intelligenza di 66, equivalente a quello di un bambino di 11 anni.
In attesa del processo, Bryant fu esaminato dallo psichiatra Ian Sale, nominato dal tribunale, il quale era dell'opinione che Bryant "potesse soffrire di un misto di disturbo della condotta, deficit di attenzione, iperattività e una condizione nota come sindrome di Asperger". Lo psichiatra Paul Mullen, assunto su richiesta dell'avvocato di Bryant, constatò che Bryant era socialmente e intellettualmente inetto. Inoltre, trovando che non mostrava segni di schizofrenia o disturbi dell'umore, Mullen concluse: "Sebbene il signor Bryant sia chiaramente un giovane angosciato e disturbato, non è malato di mente". A Bryant fu poi diagnosticata la sindrome di Asperger mentre era rinchiuso nella prigione di Risdon.

## Morti
Lista delle persone uccise e la loro età:
- Winifred Joyce Aplin, 58
- Walter John Bennett, 66
- Nicole Louise Burgess, 17
- Sou Leng Chung, 32
- Elva Rhonda Gaylard, 48
- Zoe Anne Hall, 28
- Elizabeth Jayne Howard, 26
- Mary Elizabeth Howard, 57
- Mervyn John Howard, 55
- Ronald Noel Jary, 71
- Tony Vadivelu Kistan, 51
- Leslie Dennis Lever, 53
- Sarah Kate Loughton, 15
- David Martin, 72
- Noelene Joyce Martin, 69
- Pauline Virjeana Masters, 49
- Alannah Louise Mikac, 6
- Madeline Grace Mikac, 3
- Nanette Patricia Mikac, 36
- Andrew Bruce Mills, 49
- Peter Brenton Nash, 32
- Gwenda Joan Neander, 67
- Moh Yee Willing Ng, 48
- Anthony Nightingale, 44
- Mary Rose Nixon, 60
- Glen Roy Pears, 35
- Russell James Pollard, 72
- Janette Kathleen Quin, 50
- Helene Maria Salzmann, 50
- Robert Graham Salzmann, 58
- Kate Elizabeth Scott, 21
- Kevin Vincent Sharp, 68
- Raymond John Sharp, 67
- Royce William Thompson, 59
- Jason Bernard Winter, 29